# Marian Kurkowski
Marian Kurkowski (ur. 10 stycznia 1945) – polski działacz samorządowy, przedsiębiorca i inżynier, w latach 1986–1990 prezydent Radomia.

## Życiorys
Ukończył magisterskie studia inżynierskie. W latach 1986–1990 pełnił funkcję ostatniego komunistycznego prezydenta Radomia. W III RP zajął się działalnością biznesową. Od 1992 pełnił funkcję prezesa zarządu spółki cywilnej (następnie kapitałowej) Przedsiębiorstwa Produkcyjno-Usługowo-Handlowego Supron 3, działającego w branży zabezpieczeń przeciwpożarowych i BHP. Zasiadał także w organach Ogólnopolskiego Stowarzyszenia Producentów Zabezpieczeń Przeciwpożarowych i Sprzętu Ratowniczego.